# Усув-бек Темурян
Усув-бек Темурян или Усуб-бек Темурян (курд. Usuv bey Temuryan, ум. 12 января 1934 года) — национальный герой курдов-езидов, депутат парламента Первой Республики Армения, крупный политический и военный деятель. С 1896 года он был лидером курдов-езидов из Закавказья. Усув-бек также участвовал в Сардарапатской битве 1918 года.

## Биография
Родился на территории Араратской долины, недалеко от горы Арарат, в семье курдов-езидов. Известно, что он учился в одной семинарии Геворгян с известным будущим армянским священнослужителем церкви Вардапетом Комитасом, который впоследствии стал его лучшим другом и напарником, когда Вардапет странствовал по деревням и записывал франгменты курдской музыки. Также он имел близкие отношения с ещё одним героем Армении Джангиром-агой, с которым вместе выступали за права армянского народа и хотели укрепить дружбу армянов и курдов-езидов, ведь они считали что именно Армения — это страна, которая может дать последний шанс для нормального и мирного будущего курдов-езидов и считали, что они должны держаться бок о бок вместе с ними.
В письме Усув-бека императору Российской империи Николаю II из династии Романовых Усув-бек писал, что его народ — курды-езиды. Он указывает свою этническую принадлежность как курд, но уточняет, что по вере они являются езидами:

Я счастлив от имени 3000 семей курдов-езидов, которые 60 лет назад под предводительством моего деда Темура Аги покинули Турцию и нашли убежище в России. Я хотел бы выразить свою благодарность и пожелать успехов вам и вашей семье. Мы живем очень хорошо на земле и под вашим правлением.

Усув-бек Темурян сделал очень многое для воссоздания единого братства армянов и курдов-езидов, а также поднял права курдов-езидов, за что стал многоуважаемым человеком в Армении и стал главным депутатом парламента Первой Республики Армения. Он был очень амбициозным политиком и военачальником, и был готов пойти на все ради светлого будущего курдов-езидов. В честь него были созданы монументы и даже целые музеи в Армении, за его заслуги и дань перед армянским народом и за то что он мужественно боролся за независимость Армении.
Усув-бек Темурян был пойман, арестован и репрессирован в СССР, однако позднее, в 1932 году, был освобожден. Спустя два года, он скончался 12 января 1934 года в Шамираме. Только после выхода Армении из состава СССР стало возможным узнать правду и оценить жизнь и деятельность Усув-бека Темуряна.

## Память
В 2007 году в Армении, в честь Усув-бека Темуряна была названа школа в селе Шамирам.